# 牧田俊洋
牧田 俊洋（まきた としひろ、1950年9月8日 - ）は、日本の経営者。兵庫県出身。

## 来歴・人物
1973年に神戸市外国語大学外国語学部ロシア学科を卒業した、同年に阪神電気鉄道に入社した。
航空営業本部旅行部長、航空営業部長を経て、2004年7月に阪神タイガースへ出向し、球団専務に就任し、2005年1月から2007年6月までに球団社長を務めた。その一方で、2005年6月に阪神電気鉄道取締役に就任し、翌年6月には常務に昇格し、2007年10月には阪神航空社長に就任した。EC事業本部長を経て、2012年に阪神コンテンツリンク会長に就任した。